# Gare de Kadomashi
La gare de Kadomashi (門真市駅, Kadomashi-eki) est une gare ferroviaire de la ville de Kadoma, dans la préfecture d'Osaka au Japon. Elle est gérée par la compagnie Keihan et le Monorail d'Osaka.

## Situation ferroviaire
Kadomashi est située au point kilométrique (PK) 10,1 de la ligne principale Keihan et au PK 21,2 de la ligne principale du monorail d'Osaka.

## Histoire
La gare de la ligne Keihan a ouvert le 20 juin 1971 sous le nom de gare de Shin-Kadoma. Elle prend son nom actuel en 1975. La station du monorail a ouvert le 22 août 1997.

## Service des voyageurs

### Accueil
La gare dispose d'un bâtiment voyageurs, avec guichet, ouvert tous les jours.

### Desserte

#### Hankyu
- Ligne principale Keihan :
  - voie 1 : direction Hirakatashi et Sanjō (interconnexion avec la ligne Keihan Ōtō pour Demachiyanagi)
  - voie 2 : direction Yodoyabashi et Nakanoshima.

#### Monorail d'Osaka
- Ligne principale :
  - voie 1 : terminus
  - voie 2 : direction Aéroport d'Osaka

## Dans les environs
- Mairie de Kadoma.